# Хуалян (графство)
Хуалян (на китайски: 花蓮縣; пинин: Huālián Xiàn) е най-голямата по площ административна единица в Тайван. Разположена на източното крайбрежие на острова и е известна с красива природа, културно наследство и важни туристически забележителности.

## География
Хуалян обхваща територия от 4628,6 квадратни километра и граничи с Тихия океан на изток и Централната планинска верига на запад. Основната част от територията е покрита с планини и гори, което прави района подходящ за екотуризъм.
Главен град и административен център е Хуалян, разположен близо до крайбрежието.

## История
Хуалян е населен от местни племена още преди китайската миграция. Графството официално е създадено през 1947 г., след като Тайван става част от Република Китай.

## Икономика
Икономиката на графството се основава основно на туризъм, селско стопанство и риболов.

## Забележителности
- Национален парк „Тароко“ – един от най-известните паркове в Тайван, предлагащ величествени гледки към дефилета, водопади и мраморни скали.
- Скалите Циншуей – крайбрежна зона със спиращи дъха пейзажи.
- Езерото Лию – спокойно място за отдих и разходки.
- Културен център на коренното население – музей и място за провеждане на традиционни събития.

## Население
Към 2024 г. в Хуалян живеят около 327 644 души. По-голямата част от населението са хан китайци, но има значително присъствие на местни племена като амис и атаял.

## Транспорт
Хуалян е достъпен чрез железопътна мрежа, като основната линия минава покрай източното крайбрежие. Графството разполага и с малко международно летище – Летище Хуалян.